# بچه‌های زمین
بچه‌های زمین (انگلیسی: Dharti Ke Lal) یکفیلم به کارگردانی خواجه احمد عباس است که در سال ۱۹۴۶ منتشر شد. از بازیگران این فیلم می‌توان به بالراج ساهنی، تریپتی میترا، سومبهو میترا اشاره کرد.